# جواد سياه بوش
السيّد محمد جواد بن محمد بن أحمد الحسيني البغدادي النجفي الشهير بـجواد سِياه پُوش (بالفارسية: جواد سیاهپوش) (1760 - 1831) عالم مسلم وشاعر وخطاط عراقي ومن العلماء الأخباريين وهو تلميذ محمد الأخباري ومجازاً
منه. اشتهر في الشعر بهجاء أهل بلده. له قصيدة في رثاء خالد النقشبندي شرحها محمد الآلوسي بكتابه الفيض وله ديوان كبير، ودوحة الأنوار في الرائق من الأشعار.

ولد في النجف وسافر إلى إيران واتصل بالمتصوفة ومكث فيها عدة سنين، ولبس قباءٌ أسود ولقب سياه پوش (أي لابسَ السَّوادِ، مسود) وأتقن الفارسية، فنقل كثيراً من الشعر الفارسي إلى العربية. وله مطارحات ومراسلات شعرية مع شعراء عصره. هو من تلاميذ ميرزا محمد الأخباري و«كان صلباً في مذهبه وقد جفي من الفرقية الأصولية.» على الرغم أن والده كان من المنافحين عن النهج الأصولي ومن المختصِّين بالشَّيخِ جعفر كاشف الغطاء، فإنَّ ابنه جواد من أشدِّ المنافحينَ على النّهج الأخباريّّ وأكثر تأثُّرُهُ بالميرزا الأخباري وكانَ يعارضُ المجتهدين بشدَّةٍ، وهجا رأسهم جعفر كاشف الغطاء.

## آثاره
- معراج الأسرار في التصوف وما ذهبت إليه المتصوفة من الاعتقادات
- دوحة الأنوار في الرائق من الأشعار، في الأدب في عدة أجزاء وفيه رثاء محسن الأعسم.
- مجموع، جمع فيه الكثير من شعره وشعر أصحابه ونبذ من معاصريه.
- ديوان

وله قصيدة في رثاء خالد النقشبندي شرحها محمود الآلوسي بكتابه الفيض الوارد على روض مرثية مولانا خالد. له ترجمةٌ لكثيرٍ من الشعر الفارسي.

## من شعره
من شعره ما جاء في قصيدتهِ الجيمية :
وقال في هجو الأصوليين أيضاً :